# Choe Hyo-sim
Choe Hyo-sim (최효심?) (5 dicembre 1993) è una sollevatrice nordcoreana vincitrice di una medaglia d'argento ai Giochi olimpici estivi di Rio de Janeiro 2016 nella categoria fino a 63 kg.